# 大阪府道・奈良県道8号大阪生駒線
大阪府道・奈良県道8号大阪生駒線（おおさかふどう ならけんどう8ごう おおさかいこません）は、大阪府大阪市城東区から奈良県生駒市に至る主要地方道（大阪府道・奈良県道）である。

## 概要
区間は、蒲生4交差点（大阪市城東区）から辻町IC（奈良県生駒市）で、起点では国道1号、終点では奈良県道1号奈良生駒線とそれぞれ接続する。かつては、大阪府内では大阪府道23号、奈良県内では奈良県道2号であったが、建設省（現・国土交通省）によって境界を跨ぐ都府県道が同一の番号になるように都府県間で調整するように指導したため1994年（平成6年）から両府県とも8号となった（現在、奈良県道2号と大阪府道23号はともに欠番）。国道170号旧道と大東市竜間の間は、西行きと東行きに道路が分かれている。旧国道170号から東は阪奈道路（有料道路）だったが、1981年（昭和56年）12月25日から無料開放された。
大阪府道の部分に関しては、元は大阪電気軌道四条畷線として計画、着工されたが、計画の廃止とともに道路に転用された。

### 路線データ
- 起点：大阪府大阪市城東区蒲生
- 終点：奈良県生駒市辻町

## 歴史
- 1958年（昭和33年） - 一般府県道大阪生駒奈良線が認定。同年12月25日に開通。
- 1964年（昭和39年）12月28日 - 建設省（現・国土交通省）が一般府県道大阪生駒奈良線を大阪生駒奈良線として主要地方道に指定。
- 1966年（昭和41年）2月15日 - 奈良県側は奈良県道2号に。
- 1970年（昭和45年）3月1日 - 大阪万国博覧会開幕直前に阪奈道路・有料区間（当時）の4車線化が完成。
- 1976年（昭和51年）4月1日 - 建設省が主要地方道大阪生駒奈良線を奈良生駒線と大阪生駒線へ分割。
- 1977年（昭和52年）3月29日 - 辻町インターチェンジを境に東西分割され東側は奈良県道1号奈良生駒線へ。
- 1984年（昭和59年） - 大阪府道23号に。
- 1993年（平成5年）5月11日 - 建設省から、主要府県道大阪生駒線が大阪生駒線として主要地方道に再指定される[1]。
- 1994年（平成6年）4月1日 - 両府県間で府県道番号を8号に統一。

## 路線状況

### 通称
- 鶴見通 - 蒲生4交差点〜茨田浜交差点
- 阪奈道路 - 寺川交差点、中垣内交差点〜辻町IC
  - 道路標識では上記のとおりだが、大阪府道2号大阪中央環状線付近を境に、西を「鶴見通」、東を「阪奈道路」と呼ばれることもある。また「鶴見通」の愛称は、大阪市の公募により採用されたのが1995年（平成7年）と最近であるため、全線を「阪奈道路」と呼ぶことも多い。
- 大和街道中垣内越 （古堤街道）

### バイパス（都市計画道路 諸福中垣内線）
渋滞箇所でもある大東市赤井交差点付近をバイパスする道路が2009年（平成21年）3月30日に開通。
バイパスのルートは、大東市諸福（諸福郵便局前西交差点）から大東大橋を経て同市三洋町（三洋電機前交差点）までの約1.5kmである。このバイパスの開通により、奈良側から大阪へ向かう際も下り方向と同様に国道170号（旧道）、大阪外環状線、大阪府道21号八尾枚方線などを経由する必要がなくなるため、時間短縮と渋滞の低減が期待できる。

## 地理

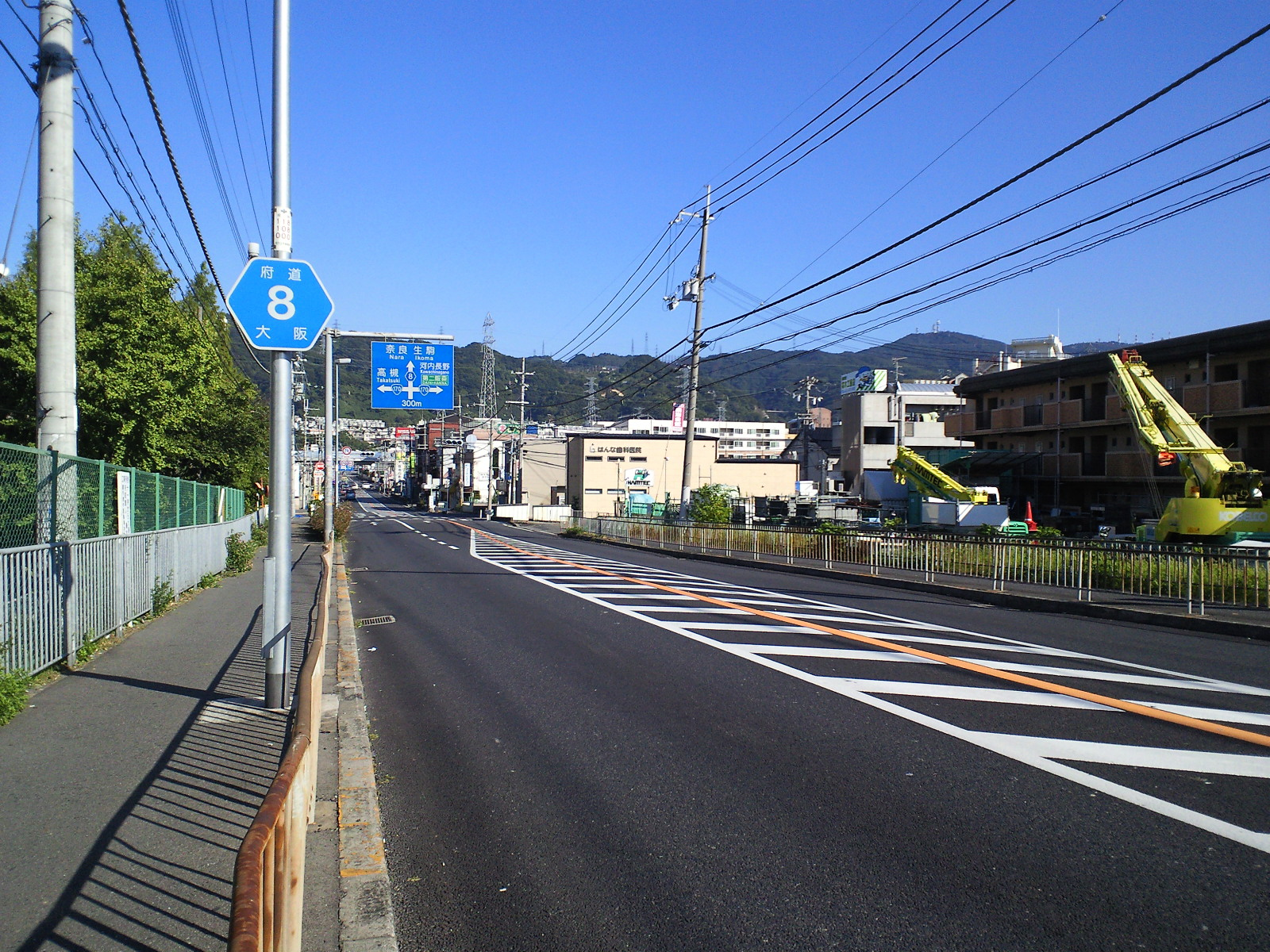
大東市平野屋新町付近・生駒方面

### 通過する自治体
- 大阪府
  - 大阪市（城東区 - 鶴見区） - 大東市 - 東大阪市 - 大東市 - 四條畷市
- 奈良県
  - 生駒市

### 交差する道路
| 交差する道路                                            | 交差する場所 | 交差する場所 | 交差する場所 | 交差する場所   | 備考                                                                                 |
| ------------------------------------------------------- | ------------ | ------------ | ------------ | -------------- | ------------------------------------------------------------------------------------ |
| 国道1号〈今里筋〉 大阪市道大阪環状線〈今里筋〉          | 大阪府       | 大阪市       | 城東区       | 蒲生4          |                                                                                      |
| 国道479号〈大阪内環状線〉                               | 大阪府       | 大阪市       | 鶴見区       | 鶴見3          |                                                                                      |
| 大阪府道159号平野守口線                                 | 大阪府       | 大阪市       | 鶴見区       | （鶴見四丁目） |                                                                                      |
| 大阪府道2号大阪中央環状線（旧道）                       | 大阪府       | 大阪市       | 鶴見区       | 茨田浜         |                                                                                      |
| 大阪府道15号八尾茨木線                                  | 大阪府       | 大阪市       | 鶴見区       | （諸口五丁目） |                                                                                      |
| 大阪府道2号大阪中央環状線                               | 大阪府       | 大阪市       | 鶴見区       | 安田東         | ※ 府道2号北行と府道8号を接続                                                         |
| 大阪府道2号大阪中央環状線                               | 大阪府       | 大東市       | 大東市       | 諸福西         | ※ 府道2号南行と府道8号を接続                                                         |
| 大阪府道166号鴻池新田停車場線                           | 大阪府       | 大東市       | 大東市       | 諸福           |                                                                                      |
| 大阪府道21号八尾枚方線                                  | 大阪府       | 大東市       | 大東市       | 赤井           |                                                                                      |
| 大阪府道21号八尾枚方線                                  | 大阪府       | 大東市       | 大東市       | 三洋電機前     | ※ バイパス交差点                                                                     |
| 大阪府道162号大東四條畷線                               | 大阪府       | 大東市       | 大東市       | （曙町）       |                                                                                      |
| 国道170号〈大阪外環状線〉                               | 大阪府       | 大東市       | 大東市       | 深野南         |                                                                                      |
| 国道170号                                               | 大阪府       | 大東市       | 大東市       | 寺川           |                                                                                      |
| 国道170号                                               | 大阪府       | 大東市       | 大東市       | 中垣内         | ※ 国道170号と府道8号西行のみ接続                                                     |
| 大阪府道701号中垣内南田原線                             | 大阪府       | 大東市       | 大東市       | （中垣内）     |                                                                                      |
| 大阪府道701号中垣内南田原線                             | 大阪府       | 大東市       | 大東市       | （中垣内）     | ※ 国道170号と府道8号東行のみ接続                                                     |
| 〈信貴生駒スカイライン〉山上口出入口                    | 大阪府       | 大東市       | 大東市       | 竜間           | ※ 府道8号東行と信貴生駒スカイライン入口、府道8号西行と信貴生駒スカイライン出口が所在 |
| 〈信貴生駒スカイライン〉山上口出入口                    | 大阪府       | 四條畷市     | 四條畷市     | （上田原）     | ※ 府道8号西行と信貴生駒スカイライン入口、府道8号東行と信貴生駒スカイライン出口が所在 |
| 大阪府道701号中垣内南田原線                             | 大阪府       | 四條畷市     | 四條畷市     | （上田原）     |                                                                                      |
| 奈良県道142号生駒停車場宛木線                           | 奈良県       | 生駒市       | 生駒市       | 生駒IC         |                                                                                      |
| 国道168号                                               | 奈良県       | 生駒市       | 生駒市       | 辻町IC         |                                                                                      |
| 奈良県道1号奈良生駒線（奈良公園・元興寺・ならまち方面） |              |              |              |                |                                                                                      |

※ 交差する場所の括弧書きは地名、それ以外は交差点名で表示

### 沿線
- Osaka Metro長堀鶴見緑地線・今里筋線 蒲生四丁目駅
- 大阪市高速電気軌道長堀鶴見緑地線 今福鶴見駅
- イオンモール鶴見緑地
- 大阪市高速電気軌道長堀鶴見緑地線 横堤駅
- 鶴見区役所
- 花博記念公園鶴見緑地
- 大阪府立野崎高等学校
- 大阪産業大学中央キャンパス・東部キャンパス・生駒キャンパス
- 大阪桐蔭中学校・高等学校
- 生駒山麓公園